# هنري جيمس أندرسون
هنري جيمس أندرسون (بالإنجليزية: Henry James Anderson)‏ (من مواليد 6 فبراير 1799 - والمُتوف في 19 أكتوبر 1875 هو عالم أمريكي ومُعلم وُلد في مدينة نيويورك، وتخرج من كلية كولومبيا في عام 1818، ثم درس طب الأسنان في كلية الأطباء والجراحين بجامعة كولومبيا في نيويورك. لم يمارس الطب لفترة طويلة، وكرّس بدلاً من ذلك نفسه للبحث العلمي والأدبي.عُيّن أستاذًا للرياضيات وعلم الفلك في جامعة كولومبيا في عام 1825، وعندما كان عمره ستة وعشرين عامًا؛ ترأس القسم لمدة خمسة وعشرين عامًا.انتُخب هنري كزميل مشارك في الأكاديمية الأمريكية للفنون والعلوم عام 1831. وتزوج فاني دا بونتي، ابنة لورنزو دا بونتي وأنجبا طفلين إيبرت اليري وإدوارد هنري. ورافق في عام 1848 بعثة الاستكشاف بالبحر الميت للولايات المتحدة، بقيادة الكابتن وليم فرانسيس لنش، كجيولوجي. نُشرت تقاريره من الحملة الاستكشافية الجيولوجية في جزء من الأرض المقدسة، من قبل حكومة الولايات المتحدة في عام 1848 و 1849. عمّم أندرسون تحت رعاية الجمعية الجغرافية والإحصائية الأمريكية عريضة تحث الولايات المتحدة على تشجيع الاستعمار اليهودي في فلسطين، كجزء من حركة الترميم اليهودية في ذلك الوقت.
وتحول هنري إلى الكاثوليكية في عام 1849؛ وظل قوي الإيمان بدينه الجديد لبقية حياته. وتولى رئاسة المجلس الخاص بنيويورك عام 1856، وبعد ذلك رأس المجلس الأعلى في عام 1860. زار البابا بيوس الحادي عشر في روما عدة مرات، وكُرّم في النهاية برتبة قائد فارس في كنيسة القديس غريغوري العظيم. حجّ إلى لورد فرنسا وروما في عام 1875، ثم سافر بعد ذلك إلى أستراليا لمشاهدة العبورالفلكي لكوكب الزهرة. كان يعتزم العودة إلى الوطن عن طريق الهند، ولكن تُوفي بسبب مرضه في لاهور بعد تسلق جبال الهيمالايا في 19 أكتوبر، ودُفن في قبو تحت كنيسة مادونا في فورت لي بولاية نيوجيرسي وهي كنيسة شارك في بنائها.

## روابط خارجية
- Meehan، Thomas Francis (1913). "Henry James Anderson". الموسوعة الكاثوليكية. نيويورك: شركة روبرت أبيلتون.
- Russo, Joseph Louis. Lorenzo Da Ponte Poet and Adventurer. Columbia University studies in romance philology and literature. New York: AMS Press, 1966. googlebooks.com Accessed October 15, 2007
- مايكل أورين (2007). Power, Faith, and Fantasy: The United States in the Middle East, 1776 to 2006 (New  York: W.W. Norton & Company) (ردمك 0-393-05826-3)